# Supermatou
Supermatou est un personnage comique créé par le dessinateur Jean-Claude Poirier pour le magazine Pif Gadget. Sa première aventure est publiée dans le numéro 322 en avril 1975. Le premier tome d'une édition intégrale de Supermatou est publié par les éditions Revival le 17 mai 2023.

## Personnages
Modeste Minet est un enfant d'environ dix ans, qui mène une vie de famille normale, allant à l'école, vivant avec ses parents et son chien, un cocker nommé Robert. Modeste est doté d'une force physique herculéenne. Il peut voler grâce à son costume de Supermatou. L'origine du costume et de sa force n'est jamais expliquée. Ses aventures se déroulent dans la ville de Raminagroville. Supermatou est surnommé « le boxing-gosse ». Sa superforce disparaît une fois par mois, lors de la nouvelle lune, comme on l'apprend dans le chapitre « Le maître de Raminagroville ».
Le costume de Supermatou évoque celui de Superman, soit un collant bleu qui lui couvre le corps, avec des bottes, des gants et un slip rouge. Il n'a pas d'emblème sur la poitrine, mais porte un masque de chat du style de Batman. D'abord rouge, le masque devient bleu quelques années plus tard, là encore sans explication.
Dans sa toute première aventure, le costume de Supermatou inclut une queue de chat, que Poirier oublie de dessiner environ une fois sur deux. Il en sera dépourvu dans toutes les aventures qui suivront.
L'assistant de Supermatou est son chien Robert. Celui-ci agit en chien normal en présence de la famille, muet et marchant à quatre pattes. Mais en privé, en présence de Modeste ou lorsqu'il porte son masque de héros, il parle, marche debout et démontre une intelligence exceptionnelle rivalisant avec celle d'Albert Einstein. Au début, le duo portait le titre de « Supermatou et son Cerveau-Chien ». Lorsqu'il est en mode héros, Robert porte un masque bleu de la forme d'un bonnet de bain avec des trous pour les yeux. Tout comme pour Supermatou, il semblerait que ce masque confère à Robert le pouvoir de voler.

## Histoires
Au départ, les aventures de Supermatou se déroulent dans un univers d'enfants avec des crimes enfantins. Dans sa première histoire, il doit délivrer un instituteur qui a été enlevé par un gosse de riche qui veut lui soutirer les réponses du prochain contrôle de mathématiques. Cette formule est vite abandonnée pour lui faire affronter des crimes plus sérieux, dans une ambiance qui reste cependant très loufoque.
Dans ses aventures, Supermatou affronte Superman alors que celui-ci est sous l'emprise d'Agagax. Les dessins de Superman sont tous calqués sur ceux issu des albums de Sagédition Superman Contre ...

## Personnages
Parmi les personnages de la série, certains reviennent souvent, tels que :
- Alphonse Minet et son épouse : parents de Modeste. Ils ignorent que Modeste et Robert sont Supermatou et son cerveau-chien. Ils passent l'essentiel de leur temps devant la télévision.
- Rosine Feufollet : camarade de classe de Modeste. C'est une petite peste, toujours à mettre son nez où elle ne devrait pas, et les pieds dans les plats. Elle chipe et expérimente souvent les inventions de son oncle, le professeur Chanteclair.
- Le professeur Chanteclair : un savant et inventeur de génie. Il vient souvent en aide à Supermatou en lui bricolant tel ou tel gadget. Ses découvertes sont parfois mal utilisées par sa nièce ou des criminels.

Certains ennemis de Supermatou se démarquent au point de devenir récurrents : 
- Agagax : un bébé sur qui le lait entier a le même effet que la potion du Docteur Jekyll et Mister Hyde. Lorsqu'il en boit, il devient violent, possède une force physique exceptionnelle et devient un génie de la mécanique. Dès sa première apparition, il bricole son landau, le transformant en machine volante. Il s'exprime en langage de bébé, mais apprend plus tard à s'exprimer en français[5].
- Arsène Rupin : gentleman-cambrioleur, maître du déguisement et de l'évasion et qui cherche à voler un trésor dont Robert a hérité de son oncle. Étrangement, il connait l'identité civile de Supermatou, et s'est déjà déguisé en Alphonse Minet pour lui tendre un piège.
- Radégou : ancien éboueur possédé par un lutin surnommé l'esprit du mal. Radégou vit dans les égouts de Raminagroville et a comme assistant une chouette possédant un grand pouvoir hypnotique.

## Postérité
Supermatou a été repris à la même époque par le dessinateur Christian Flamand dans le cadre des petits volumes au format poche des Éditions Vaillant.

## Publications
La première aventure est publiée dans le numéro 322 de Pif Gadget (no  1559 dans la numérotation de Vaillant) en avril 1975.
Titres des aventures :
- Introduction, Pif no  1559 (1975) ;
- Supermatou et son Cerveau Chien, Pif no  1560 (1975) ;
- Supermatou, Pif no  1565, 1567, 1569 (1975) ;
- Supermatou, Pif no  1571, 1577, 1581, 1585 (1975) ;
- Vaincre pour un bébé, Pif no  1590 (1975) ;
- Supermatou, Pif no  1592, 1594, 1597 (1975) ;
- Les Joujoux attaquent à l'aube, Pif no  1603 (1975) ;
- Supermatou, Pif no  1606, 1607, 1613, 1614, 1619, 1626 (1975) ;
- Supermatou, Pif no  Special (1976) ;
- Supermatou, Pif No. 1630, 1631, 1632 (1976) ;
- Jack le téteur, Pif no  1638 (1976) ;
- La Chevauchée sauvage, Pif no  1639 (1976) ;
- Le Bébé vous salue bien, Pif no  1645 (1976) ;
- Rastignaganax, Pif no  1647 (1976) ;
- Agagax 1er, Pif no  1648 (1976).

Le premier tome Supermatou d'une édition intégrale en 2 tomes est publié par les éditions Revival le 17 mai 2023,.